# Fredrik von Sydow (politiker)
Johan Fredrik von Sydow i riksdagen kallad von Sydow i Hammenhög, född 3 november 1826 i Borås, död 21 september 1885 i Lund, var en svensk jurist och politiker. Han var far till Ernst, Hugo och Hjalmar von Sydow. 
von Sydow blev student vid Uppsala universitet 1846 och avlade examen till rättegångsverken där 1849. Han blev extra ordinarie kanslist i Justitierevisionsexpeditionen sistnämn år; auskultant i Göta hovrätt 1850, vice häradshövding 1853, adjungerad ledamot i Göta hovrätt 1859 och fiskal där 1863. von Sydow var tillförordnad revisionssekreterare 1864–1865 och häradshövding i Ingelstads och Järrestads domsaga i Kristianstads län från 1865 till sin död. Han var ledamot av första kammaren 1870–1874. von Sydow var även ordförande i Kristianstads läns landsting. Han blev riddare av Nordstjärneorden 1877.